# Reece Beekman

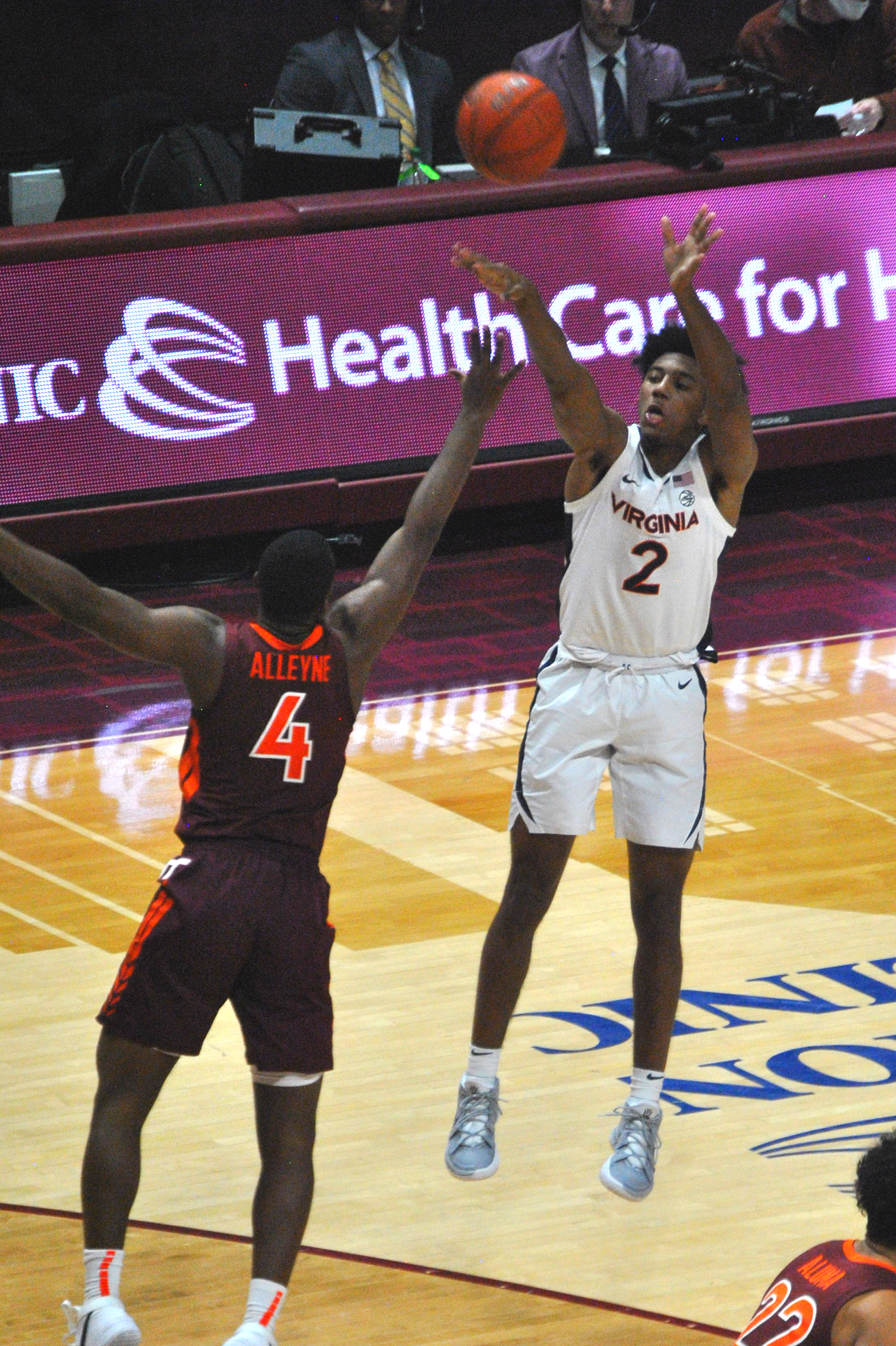
Reece Beekman (höger), 2022.

Reece Avery Beekman, född 8 oktober 2001 i Milwaukee i Wisconsin, är en amerikansk professionell basketspelare (PG) som spelar för Brooklyn Nets i National Basketball Association (NBA). Han har tidigare spelat för Golden State Warriors.
Beekman blev aldrig NBA-draftad.
Innan han blev proffs studerade Beekman vid University of Virginia och spelade för deras idrottsförening Virginia Cavaliers.